# Григор Кюркчиев
 Тази статия е за българския генерал от Прилеп.  За българския общественик от Кавадарци вижте Григор Анастасов.  
Григор Петров Кюркчиев е български офицер, генерал-майор от пехотата.

## Биография
Григор Кюркчиев е роден на 24 октомври 1865 г. в град Прилеп, сега Северна Македония,тогава в Османската империя, в семейството на Петър и Златка Кюркчиеви. В Кюстендил живее от 12-годишен, учи в Кюстендилската гимназия до 1882 г., след което на 5 октомври 1882 г. постъпва във Военното на Негово Княжеско Височество училище в София. Като юнкер (офицерски кандидат) взема участие в Сръбско-българската война, като воюва при Сливница, Драгоман и Пирот. Награден е с войнишкия кръст „За храброст“ III степен. На 3 декември 1885 г. е произведен в чин подпоручик и зачислен в пехотата. Служи в 7-и пехотен преславски полк. На 7 юни 1888 г. е произведен в чин поручик, през 1892 в чин капитан и през 1900 г. е командир на рота от 8-и резервен полк. На 2 август 1903 г. е произведен в чин майор, а от 1908 г. е подполковник. Служи в 18-и пехотен етърски полк. От 1909 г. подполковник Кюркчиев служи като началник на 19-о полково военно окръжие, след което от 1911 г. е помощник-командир на 3-ти пехотен бдински полк.

## Балкански войни (1912 – 1913)
По време на Балканската война (1912 – 1913) е командир на дружина в 3-ти пехотен бдински полк, с който се сражава при Лозенград и Люлебургас, а през Междусъюзническата бойна от юни 1913 г. е командир на 65-и пехотен полк и се сражава срещу сърбите при Вратарница, Зайчарско (24 – 26 юни), а след това при Кюстендил, където при Кукавица воюва до 4 юли, след което при Егри паланка до 18 юли. За действията си през тази война е награден с орден „Свети Александър“ IV степен с мечове по средата.
На 1 ноември 1913 г. е произведен в чин полковник. След демобилизацията в продължение на 2 години командва 24-ти пехотен черноморски полк.
Участва и в Първата световна война (1915 – 1918) като командир на 2-ра бригада на Единадесета пехотна македонска дивизия и през 1917 година е произведен в генерал-майор. С поверената му бригада взема участие в боевете при селата Виничане, Хозорат, Кошачица, Горно и Долно Чичево, Станция Градско и село Росоман. Ранен е от снаряд в боя при Долно Чичево, но остава в строя. Вследствие на усложнение се налага ампутация на десния му крак високо над коляното. След като се възстановява се връща на фронта и продължава командването на бригадата си до края на войната. На 19 август 1919 година е уволнен от войската. Той е посочен от цялото българското войнство, за да получи премията от германците „За най-храбрия войн“.

## След войните
След демобилизация в края на войната служи във Военното министерство като офицер за поръчки, след което до 1922 г. е председател на Главната ликвидационна комисия. Години наред председателства конгресите на македонските братства и тези на военно-инвалидите, като за заслугите е избиран за почетен председател и на двете. Участва като делегат от Прилепското благотворително братство на общия конгрес на македонските бежанци от 1923 година.
Генерал-майор Григор Кюркчиев умира при атентата в църквата „Света Неделя“ на 16 април 1925 година.
Погребан е в Централните софийски гробища.

## Военни звания
- Подпоручик (3 декември 1885)
- Поручик (7 юли 1888)
- Капитан (1893)
- Майор (2 август 1903)
- Подполковник (1908)
- Полковник (1 ноември 1913)
- Генерал-майор (15 август 1917)

## Награди
- Войнишки кръст „За храброст“ III степен (Сръбско-българска война)
- Военен орден „За храброст“ IV степен 2-ри клас (Балканска война)
- Орден „Св. Александър“ IV степен с мечове по средата (Междусъюзническа война)
- Народен орден „За военна заслуга“ II степен с военни отличия и V степен на обикновена лента
- Орден „За заслуга“ на обикновена лента
- „За най-храбрия войн“